# St. Peter (Gemeinde Straßburg)
St. Peter ist ein Ort im Gurktal im Bezirk St. Veit an der Glan in Kärnten. Zeitweise war der Ort zwischen den Gemeinden Gurk und Straßburg geteilt. Die Ortschaft St. Peter in der Stadtgemeinde Straßburg hat 23 Einwohner (Stand 1. Jänner 2024). Die Ortschaft St. Peter in der Gemeinde Gurk existiert nicht mehr.

## Lage
Die Filialkirche St. Peter ob Gurk liegt etwa 3 ½ km westlich des zuständigen Gemeindehauptorts Straßburg-Stadt und etwa 2 km nördlich des Hauptorts Gurk der Nachbargemeinde. Bei der Kirche liegen die Maier-Hube (Nr. 2 und Nr. 4) und die Leitgeb-Hube (Nr. 3); die früher ebenfalls hier befindliche Steiner-Hube besteht nicht mehr. Etwa 900 m südöstlich der Kirche befindet sich der Hof Bergbauer (früher Arztkeusche; Nr. 6 und Nr. 6a), 500 m südöstlich der Kirche steht das Haus Nr. 5. Etwa 700 m nordnordwestlich der Kirche ist die Eselbrunnerkeusche (Nr. 1) und etwa 800 m nördlich der Kirche die Pöcher-Hube (Nr. 8).
Etwa 750 m südwestlich der Ortschaft, auf dem Gebiet der Katastralgemeinde Gurk, lag der Hof Meilegger.

## Baudenkmale
Die kleine katholische Filialkirche St. Peter ist romanisch mit einem spätgotischen Kreuzrippengewölbe im Chorjoch. Sie hat einen barocken Altar, eine spätgotische Schnitzfigur und ein Kruzifix (Listeneintrag). 

## Geschichte
Ab Gründung der Ortsgemeinden Mitte des 19. Jahrhunderts gehörte der gesamte Ort St. Peter zunächst zur Gemeinde Straßburg. 
Am 20. Mai 1891 brannte das Wohngebäude der Pöcher-Hube ab.
1924 beschloss die Kärntner Landesregierung eine Änderung der Grenze zwischen den Gemeinden Gurk und Straßburg, durch die die Ortschaft St. Peter zur Gänze an die Gemeinde Gurk gefallen wäre. 1925 wurde dieser bis dahin noch nicht umgesetzte Beschluss abgeändert. Nur ein Haus des Orts kam an die Gemeinde Gurk und bildete dort eine eigene Ortschaft. Der Rest des Orts verblieb in der Gemeinde Straßburg. Das in der Gemeinde Gurk gelegene Haus wurde in den 1960er-Jahren aufgegeben, die Ortschaft St. Peter in der Gemeinde Gurk wurde dann aufgelöst, sodass der gesamte heute noch bestehende Ort St. Peter in der Gemeinde Straßburg liegt.
1996 wurde die restaurierte Kirche St. Peter durch die Bischöfe Egon Kapellari und Maximilian Aichern ihrer Bestimmung übergeben.

## Bevölkerungsentwicklung
Für St. Peter ermittelte man folgende Einwohnerzahlen:

### Gesamter Ort gehörte zur Gemeinde Straßburg
- 1869: 9 Häuser, 61 Einwohner[5]
- 1880: 9 Häuser, 67 Einwohner[6]
- 1890: 7 Häuser, 59 Einwohner[7]
- 1900: 9 Häuser, 77 Einwohner[8]
- 1910: 9 Häuser, 61 Einwohner[9]

### Ort geteilt: 1 Haus in Gemeinde Gurk
- 1923: 9 Häuser, 68 Einwohner; davon 8 Häuser, 62 Einwohner in Gemeinde Straßburg und 1 Haus, 6 Einwohner in Gemeinde Gurk[10]
- 1934: 46 Einwohner in dem zur Gemeinde Straßburg gehörenden Teil des Orts[11]
- 1951: 6 Häuser, 40 Einwohner; davon 5 Häuser, 37 Einwohner in Gemeinde Straßburg und 1 Haus, 3 Einwohner in Gemeinde Gurk[12]
- 1961: 7 Häuser, 34 Einwohner; davon 6 Häuser, 30 Einwohner in Gemeinde Straßburg und 1 Haus, 4 Einwohner in Gemeinde Gurk[13]

### Nur mehr der in der Gemeinde Straßburg befindliche Teil des Orts besiedelt
- 2001: 7 Gebäude (davon 7 mit Hauptwohnsitz) mit 7 Wohnungen; 20 Einwohner und 1 Nebenwohnsitzfall; 6 Haushalte; 0 Arbeitsstätten, 4 land- und forstwirtschaftliche Betriebe[14]
- 2011: 7 Gebäude, 19 Einwohner, 6 Haushalte, 1 Arbeitsstätte[15]
- 2021: 7 Gebäude, 21 Einwohner, 5 Haushalte, 5 Arbeitsstätten[16]

## Persönlichkeiten
Der spätere Bischof von Linz Maximilian Aichern verbrachte Teile seiner Jugendzeit am Hof seiner Großeltern in St. Peter.